# 穆罕默德·乌尔德·阿卜杜勒-阿齐兹
穆罕默德·乌尔德·阿卜杜勒-阿齐兹（阿拉伯語： Mohamed Ould Abdel Aziz；1956年12月20日—），曾任毛里塔尼亚总统。
1956年，生于毛塔因希里省首府阿克茹特。2005年8月参与政变，废黜毛里塔尼亚总统马维亚·乌尔德·西德·艾哈迈德·塔亚。2008年8月，发动政变，推翻总统西迪·乌尔德·谢赫·阿卜杜拉希和废黜总理叶海亚·乌尔德·艾哈迈德·瓦格夫。此后，阿卜杜勒·阿齐兹成为国务委员会主席，行使国家元首的权力。

## 生平
阿齐兹1977年加入毛里塔尼亚军队，并在摩洛哥的梅克内斯皇家军事学院学习，毕业以后在茅國军队中获得迅速上升。他创建了精锐的总统卫队，并且平息了2003年6月的毛里塔尼亚未遂政变以及2004年8月的军事叛乱，因此获得了国家最高军事奖。
2005年8月，国家安全局长埃利·乌尔德·穆罕默德·瓦勒等人发动政变，成立“争取公正与民主军事委员会”接管政权，作为总统卫队指挥官的阿齐兹是政变的参与者和执行者。2007年3月25日举行大选，独立候选人阿卜杜拉希当选总统。2008年8月6日，以总统府特别参谋长阿齐兹为首的军人，发动政变，扣押阿卜杜拉希总统，成立“国务委员会”，接管政权。
2009年4月15日辞去「国务委员会主席」职务，竞选该国总统。
毛里塔尼亚参议院院长巴·马马杜将履行临时国家元首职责，负责处理过渡时期日常国务。
2009年7月18日，穆罕默德·乌尔德·阿卜杜勒-阿齐兹总统选举中击败前国家元首瓦勒、民主力量联盟主席达达赫和现任国民议会议长布勒海尔等9位候选人，获得52.58%有效选票，并于8月5日在努瓦克肖特奥林匹克体育场宣誓就职。2014年6月，在反对派强烈抵制选举下，阿齐兹以82%得票率再度连任茅利塔尼亞总统。
2016年穆罕默德·乌尔德·阿卜杜勒-阿齐兹提出他的国旗修改方案，添加上、下两条红色条纹，象征缅怀为国家从法国殖民统治下解放而流血牺牲的战士们。2017年8月6日，此国旗修改提议获得毛里塔尼亚议会通过，并于十天后正式启用新国旗。
2020年7月9日，穆罕默德·阿卜杜勒·阿齐兹将对国会调查委员会的召集作出回应，该委员会的任务是撰写“报告”。事后，毛里塔尼亚的司法开始在争夺高等法院建设的争夺战中沸沸扬扬，只有在叛国罪发生时，才有权审判共和国总统。
2023年12月4日，阿齐兹被法庭裁定犯有非法获利和洗钱罪，获刑五年监禁。阿齐兹律师表示会提出上诉。